# Лебединые девы

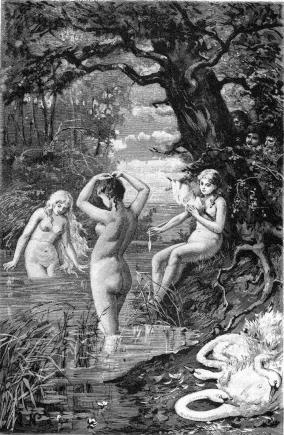
Лебединые девы

Лебединые девы (нем. Schwanenjungfrauen) — в германской мифологии обозначение валькирий, владеющих способностью принимать вид лебедей.
В немецких народных преданиях они часто являются у рек и прудов, снимают с себя лебединую одежду и купаются в прохладной воде. Кто лишит их одежды, под власть того они попадают. Так поступает Хаген в «Песне о Нибелунгах», заставляющий морскую деву предсказать ему будущее. Миф о Лебединых девах Музеус ввёл в художественную сказочную литературу.
В русских былинах и сказках часто встречаются девы, временами оборачивающиеся в лебедей. Таким сказанием Пушкин воспользовался в «Сказке о Царе Салтане»; в былинах у Михаила Потока является жена Лебедь белая. В «Слове о Полку Игореве» является дева Обида, всплескивающая лебедиными крыльями.    